# Szaman morski
Szaman morski – zbiór opowiadań Karola Olgierda Borchardta; pierwsze wydanie 1985, kilkukrotnie wznawiany.
Książka przyniosła popularność pisarzowi. Leszek Prorok opisał ją jako "sławetną". Zawiera szereg odwołań do Trylogii Sienkiewicza.
W anegdotycznych opowiadaniach autor ukazuje postać Eustazego Borkowskiego, dowódcy polskich transatlantyków w dwudziestoleciu międzywojennym, zwłaszcza podczas jego służby na stanowisku kapitana SS „Kościuszko”. Książka "rozsławiła" postać Borkowskiego.
Według autora zamysł napisania tej książki powstał w Szkocji, po katastrofie transatlantyku MS „Piłsudski”, kiedy Borchardt spędzał bezsenne noce walcząc ze skrzepem mózgu. Po recenzjach Wańkowicza i Terleckiego powstało siedemnaście opowiadań, które dopiero w roku 1985 doczekały się wspólnego wydania.